# West Kameng
West Kameng är ett distrikt i Indien.   Det ligger i delstaten Arunachal Pradesh, i den östra delen av landet, 1 500 km öster om huvudstaden New Delhi. Antalet invånare är 83 947.
Följande samhällen finns i West Kameng:
- Bomdila